# Ed Sullivan
Edward Vincent Sullivan (ur. 28 września 1901 w Nowym Jorku, zm. 13 października 1974 tamże) – amerykański prezenter telewizyjny, impresario, felietonista „Daily News”, dziennikarz sportowy i rozrywkowy. Był twórcą i gospodarzem telewizyjnego programu rozrywkowego The Toast of the Town, który w 1955 został przemianowany na The Ed Sullivan Show. Nadawany w latach 1948–1971 w stacji CBS, ustanowił rekord jako najdłużej emitowany program rozrywkowy w historii programów telewizyjnych w USA.
Laureat Złotego Globu 1959 za osiągnięcia w telewizji. 8 lutego 1960 otrzymał własną gwiazdę w Alei Gwiazd w Los Angeles znajdującą się przy 6101 Hollywood Boulevard.

## Wczesne lata
Urodził się w Nowym Jorku jako syn Elizabeth Frances (z domu Smith) i Petera Arthura Sullivana, pracownika urzędu celnego. Jego brat bliźniak Daniel był chorowity i żył tylko kilka miesięcy. Miał także trzy siostry – Helen Agnes (1897–1989), Sylvię Weinstein (1903–1973) i Mercedes Reginę (1906–1998) oraz starszego brata Charlesa Arthura (1899–1988). Wychował się w Port Chester w stanie Nowy Jork. Jego rodzina była pochodzenia irlandzkiego. Sullivan był utalentowanym sportowcem w szkole średniej, grał w futbol amerykański i koszykówkę.

## Kariera
Rozpoczynał swoją karierę w mediach jako dziennikarz działu sportowego w lokalnej gazecie „Port Chester Daily Item”. W 1919 pracował przez tydzień w „Hartford Post”, zanim dostał pracę w „New York Evening Mail” jako reporter sportowy. Po zamknięciu „Evening Mail” w 1923, zaczął wykonywać szereg zleceń prasowych w Associated Press, „Philadelphia Bulletin”, „The Morning World”, „The Morning Telegraph”, „New York Bulletin Lider”. W 1927 Sullivan dołączył do „The Evening Graphic”, po czym wziął posadę felietonisty teatralnego w „New York Graphic”, a później w „New York Daily News”. W swoim dziale koncentrował się na przedstawieniach wystawianych na Broadwayu.
W 1948 telewizja CBS wynajęła Sullivana, by przygotowywał cotygodniowy niedzielny program pt. Toast of the Town, który później zmieniono na The Ed Sullivan Show. Zaczęto nadawać go w czerwcu 1948 roku ze Studia 50 w Nowym Jorku. W 1967 przemianowano je na Ed Sullivan Theater, gdzie później nadawany był stąd program Late Show with David Letterman.
W latach 50. i 60., Sullivan był najpopularniejszym amerykańskim prezenterem telewizyjnym i szanowanym twórcą gwiazd. Sullivan doceniał uzdolnionych Afroamerykanów. Przeciwstawiał się dezaprobacie ludzi, chcących usunąć afroamerykańskich muzyków z jego programu. W 1969 przedstawił Jackson 5 i ich pierwszy singiel „I Want You Back”.

## Życie prywatne
28 kwietnia 1930 zawarł związek małżeński z Sylvią Weinstein. Byli razem aż do jej śmierci 16 marca 1973. Mieli jedną córkę Elizabeth Davis „Betty” (ur. 22 grudnia 1930, zm. 7 czerwca 2014 w wieku 83 lat).

### Śmierć
Zmarł 13 października 1974 w szpitalu w Nowym Jorku na raka przełyku w wieku 73 lat.